# Tela hidrofóbica
La tela hidrofóbica es tela que, debido a sus características hidrófobas, repele el agua. El efecto hidrofóbico es el fenómeno que se observa en sustancias no polares cuándo entran en contacto con agua. En una solución acuosa, las moléculas hidrofóbicas tienden a agregarse excluyendo las moléculas de agua, un claro ejemplo es tratar de unir el aceite con el agua. Hidrofobia proviene del mencionado término hidro que se refiere al agua y además del término phobos que significa miedo o temor. Esta tela es utilizada para la fabricación de diversos artículos de ropa como: playeras, pantalones, ropa de vestir e incluso calzado. 

## Origen
Las superficies superhidrofóbicas se basan en el efecto del loto, también llamado efecto lotus antiadherente, descubierto en los años setenta a partir de la observación microscópica de las propiedades hidrofóbicas naturales de las hojas de la flor de loto. A mediados de los años noventa Wilhelm Barthlott desarrolló y patentó el principio registrado como el “efecto loto” gracias al uso de la nanotecnología, base fundamental en la que se basan las superficies con características hidrofóbicas.

## Fabricación
Las telas son producidas al añadir nanotecnología que repele manchas a la tela entre el proceso de pintura y tejido. Algunos métodos, como el grabado químico, el proceso de inmersión en solución, el recubrimiento por pulverización, utilizan material de recubrimiento para la modificación de la superficie después del desgaste de esta, mientras que algunos métodos como la electrodeposición láser, la deposición de plantillas no necesitan modificar la superficie.

## Cuidado
Cuidar la tela hidrofóbica es similar al cuidado de cualquier tela normal. Si se mancha lo mejor es echarle agua, no frotarla para no meter aún más la sustancia en la tela. Se dice que es a prueba de manchas permanentes.